# Casa Memorială „Mihail Sadoveanu” din Iași
Casa Memorială „Mihail Sadoveanu” din Iași este un muzeu municipal, secție a Muzeului Literaturii Române din Iași. Muzeul este amplasat în casa în care a locuit scriitorul Mihail Sadoveanu, amplasată pe Aleea Mihail Sadoveanu nr. 12.

## Istoricul muzeului
Clădirea, clasată monument de arhitectură, a fost construită de Mihail Kogălniceanu în 1842. În timpul Primului Război Mondial a locuit aici George Enescu, apoi, între 1918 - 1936, Mihail Sadoveanu. În 1950 statul român, prin ordinul Consiliului de Miniștri, confiscă proprietatea lui Mihail Sadoveanu, iar la 1 ianuarie 1954 Ministerul Agriculturii, în baza unui „Proces verbal de predare-primire”, încredințează spre folosință atât „Casa cu Turn” din Copou, actualul Muzeu Sadoveanu, cât și cele 5,2 hectare care aparțineau scriitorului, Institutului Agronomic Iași. Până în 1980 casa a servit ca sediu al Institutului de lingvistică, istorie literară și folclor al Academiei și Institutului de antropologie. A fost restaurată între anii 1978 - 1980.

## Organizarea muzeului
Cele șapte încăperi ale muzeului au fost amenajate astfel: documente privind istoricul casei și a personalităților care au locuit-o; anii de școală și debutul scriitorului; documente, lucrări de artă, obiecte personale privind familia, cărțile de început ale scriitorului; camera de primire a musafirilor și lucrări din perioada de apogeu a creației sadoveniene; Sadoveanu - pescar, vânător și șahist; Sadoveanu în arta plastică; camera de rarități.
Muzeul expune manuscrise, ediții prime, fotografii originale, unelte de vânătoare și pescuit, mobilier, vestimentație, lucrări de artă plastică (Octav Băncilă, A. Băieșu), grup statuar. 

## Imagini

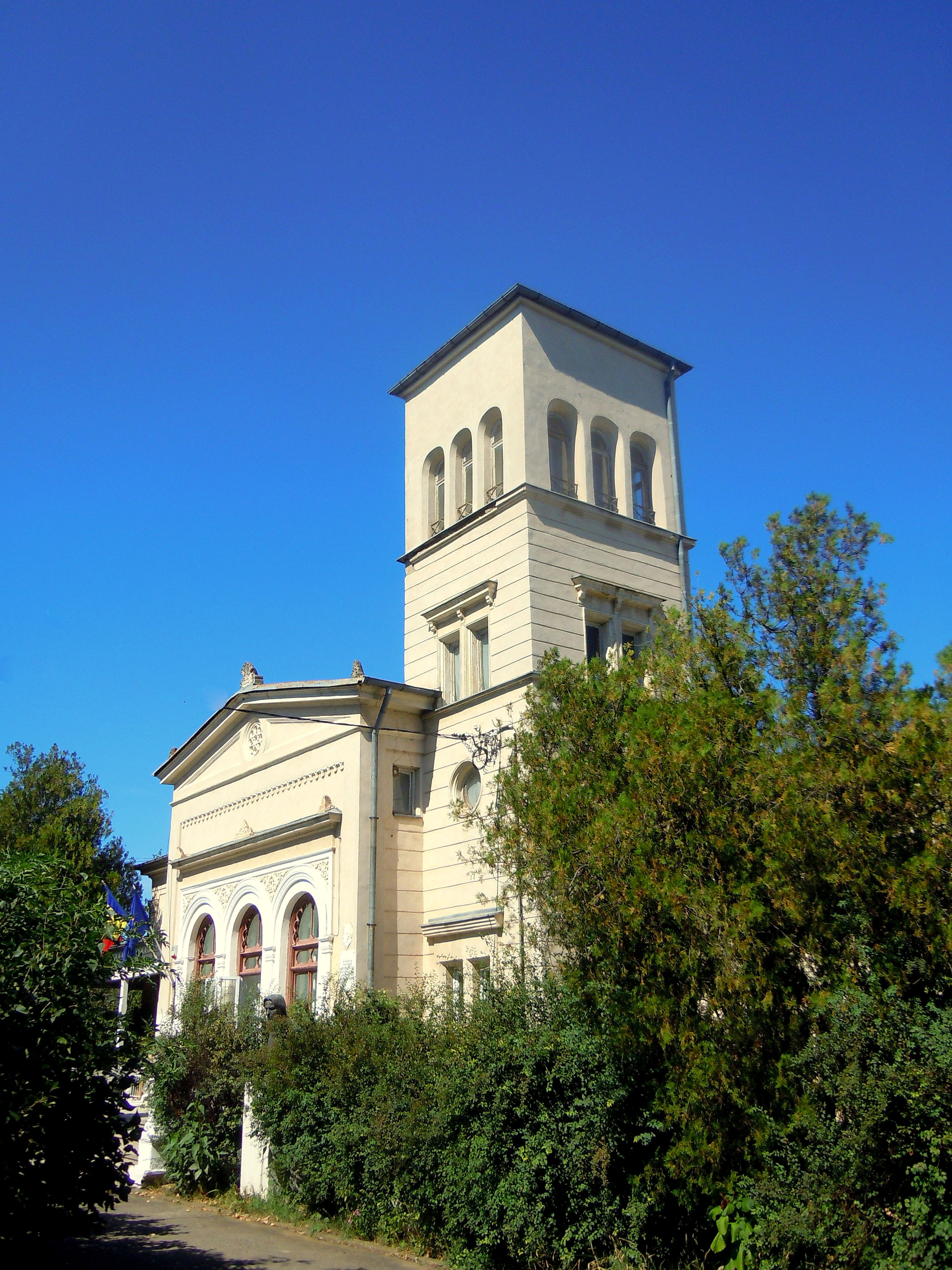
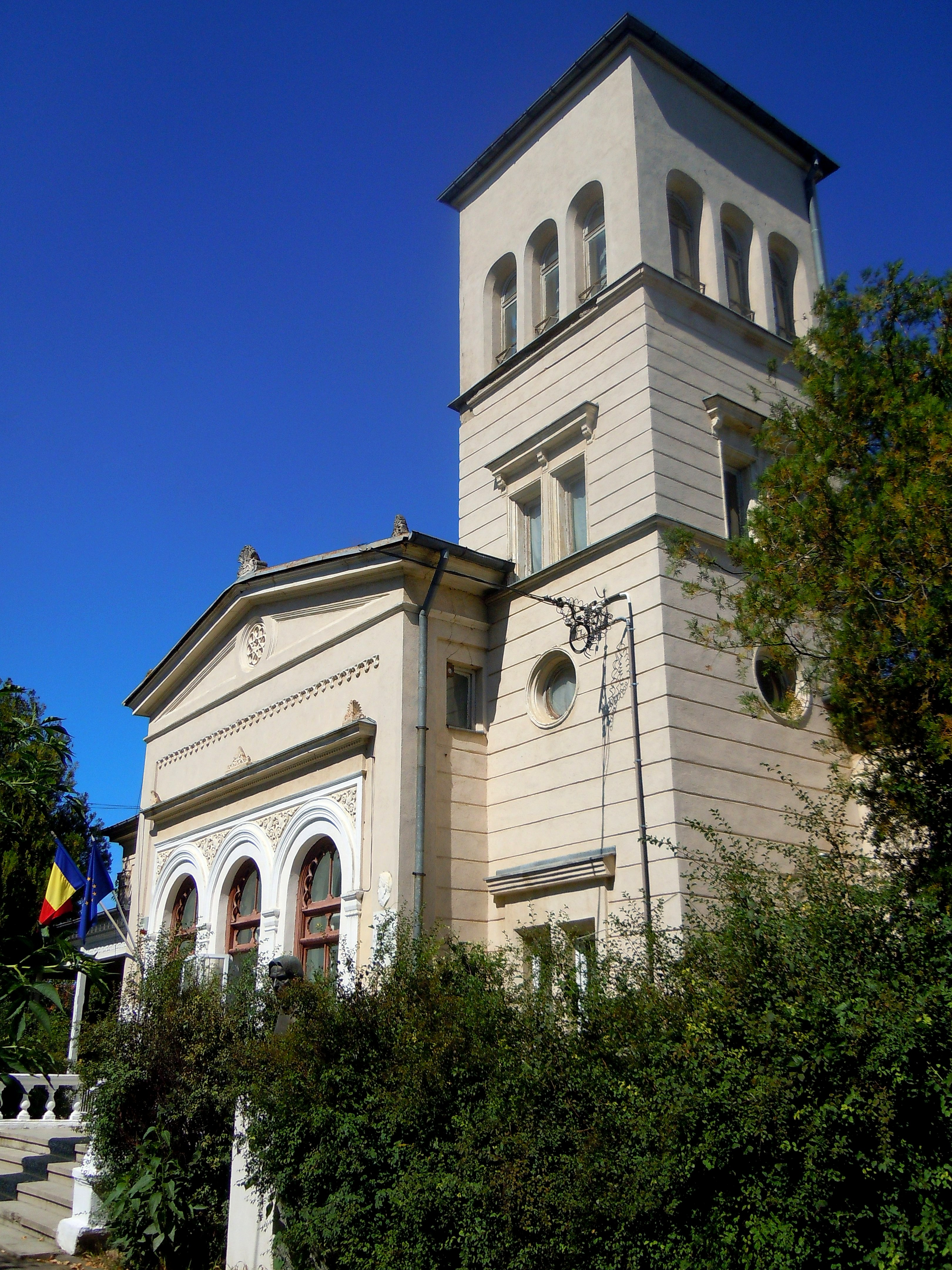
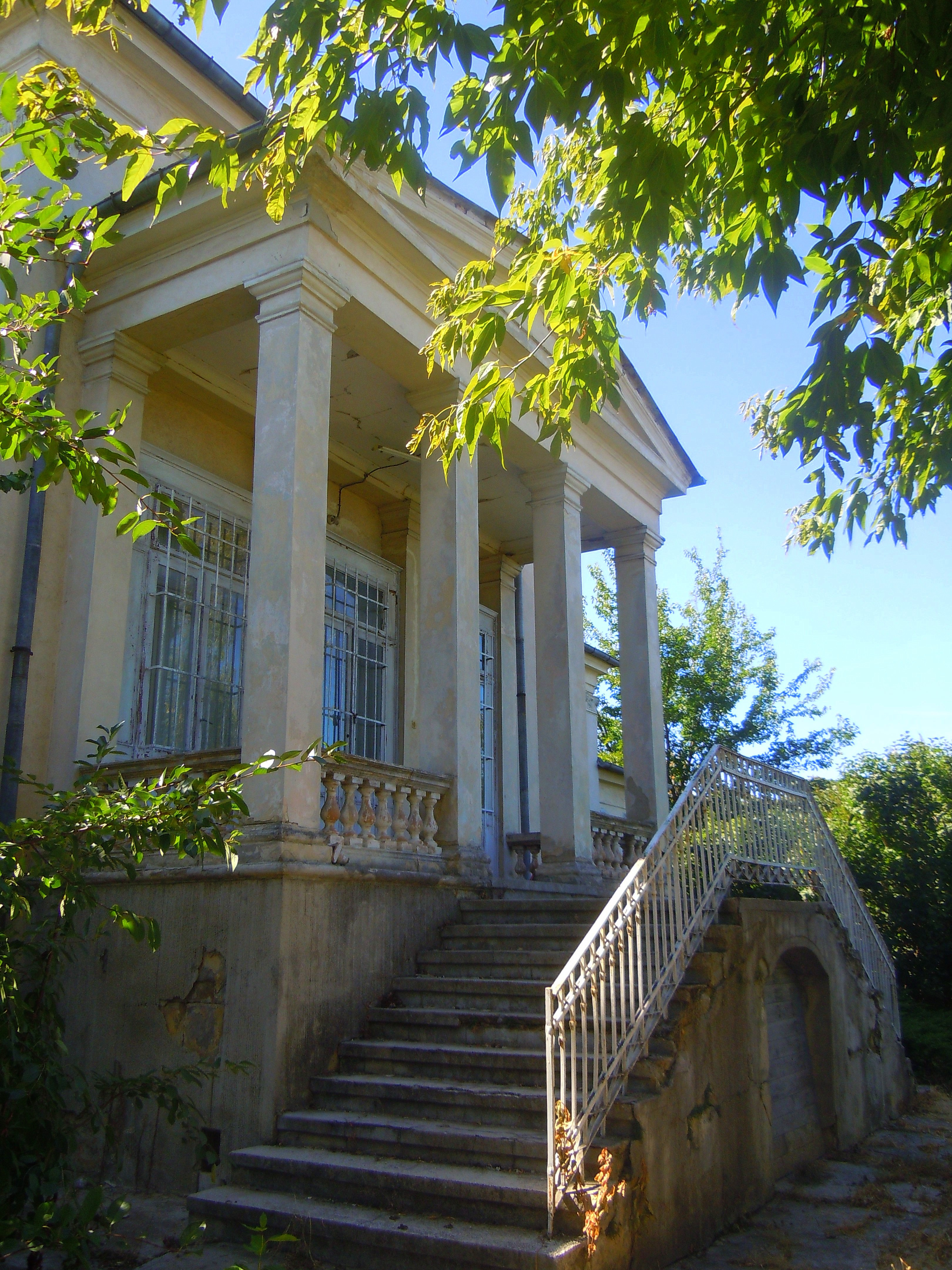
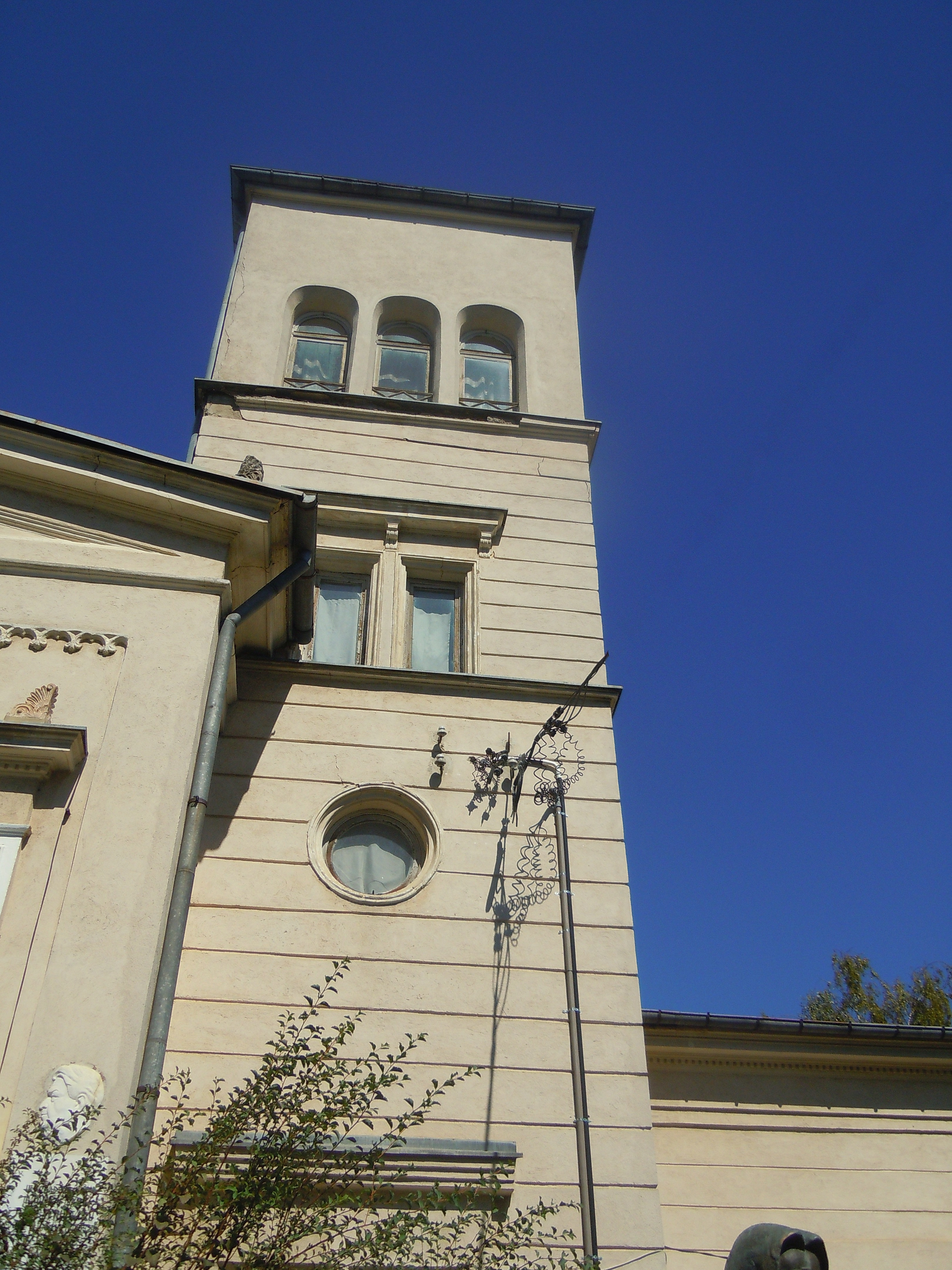
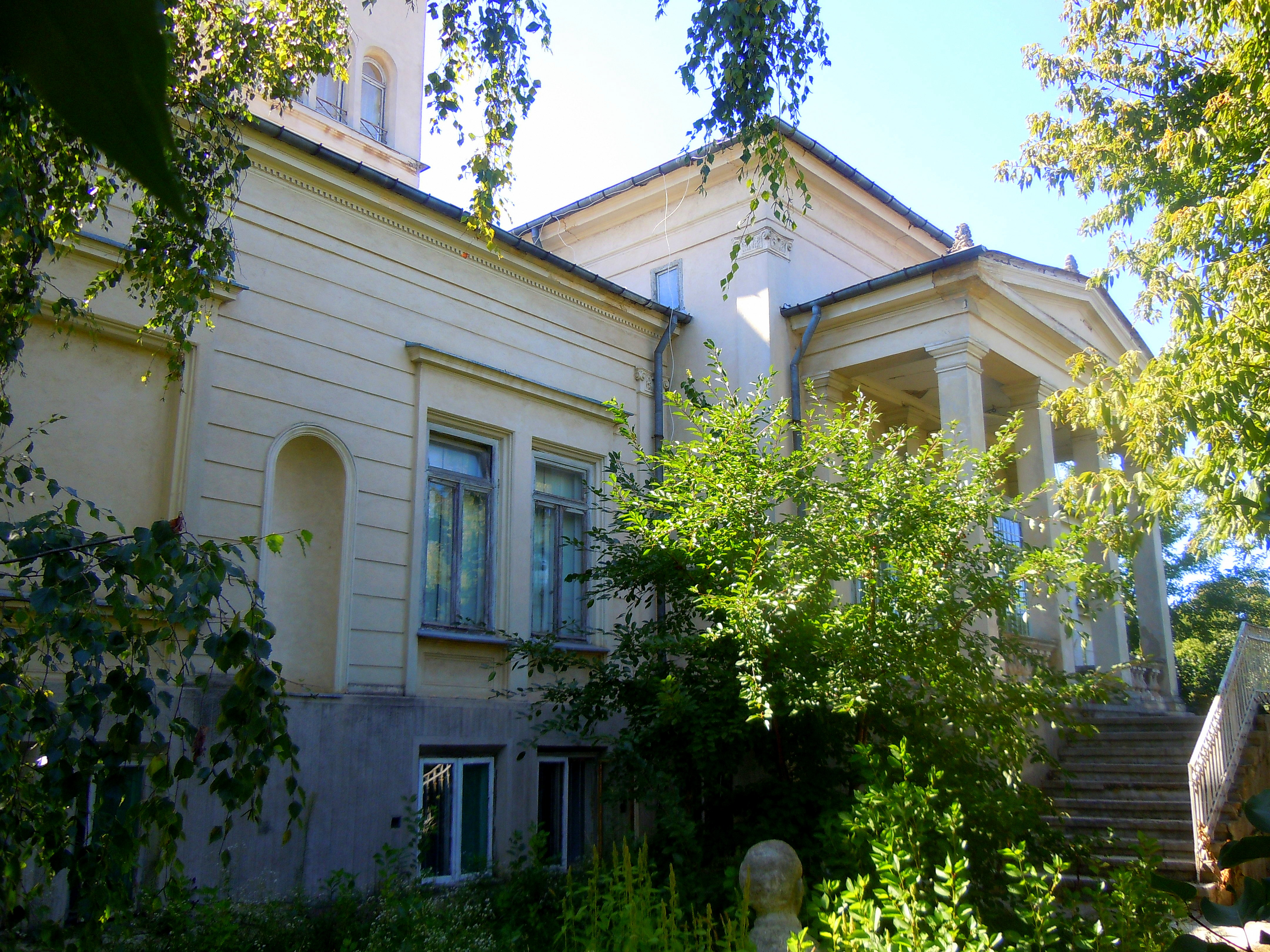

## Expoziția documentară „Alexandru Husar”
Expoziția documentară „Alexandru Husar”, constituită în spațiul Muzeului „Mihail Sadoveanu” a fost inaugurată în anul 2010. Expoziția permanentă cuprinde obiecte care au aparținut profesorului. Camera de studiu a lui Alexandru Husar păstrează memoria unuia dintre cei mai importanți profesori și cercetători ai istoriei civilizației.